# Мали Пшиш
Мали Пшиш (рус. Малый Пшиш) малена је река на југу европског дела Руске Федерације. Протиче преко југозападних делова Краснодарске покрајине, односно преко њеног Туапсиншког рејона. Заједно са реком Велики Пшиш чини јединствену реку Пшиш која је једна од значајнијих левих притока реке Кубањ. Припада басену Азовског мора. 
Укупна дужина водотока је свега 10 km, а површина сливног подручја око 40,6 km².